# Petit Verdot
Il Petit Verdot è un vitigno a bacca nera originario della zona del Médoc, in Francia, dove viene usato in percentuali variabili per la produzione di alcuni Bordeaux, e diffuso anche in California, Canada, Spagna e in alcune regioni greche e italiane.
Tuttavia, risulta essere un vitigno molto esigente per la maturazione, tanto che spesso il suo migliore potenziale viene espresso lontano dai luoghi di origine. La vendemmia viene effettuata tra fine settembre e metà ottobre perché le caratteristiche del Petit Verdot sono quelle di maturare tardivamente, dando ottimi risultati in zone caratterizzate da clima caldo, molto soleggiato, costantemente ventilato e con scarsissime precipitazioni durante la fase vegetativa.
Il Petit Verdot riesce ad esprimersi in modo davvero eccellente nella Maremma livornese, nella Maremma grossetana e nell'Agro Pontino.
Il vino ottenuto presenta un colore rubino, intensi profumi fruttati, floreali e speziati; molto caratteristico è il tannino intenso ma morbido e vellutato.